# Dodó kacsa filmje – A fantasztikus sziget
A Dodó kacsa filmje – A fantasztikus sziget (eredeti cím: Daffy Duck's Movie: Fantastic Island) 1983-ban bemutatott amerikai rajzfilm, amelynek rendezője és producere Friz Freleng. A forgatókönyvet John W. Dunn, David Detiege és Nick Bennion írta, a zenéjét Robert J. Walsh és Eugene Poddany és Carl Stalling szerezte. A mozifilm a Warner Bros. Animation gyártásában készült, és ugyancsak a Warner Bros. forgalmazásában jelent meg. Műfaja filmvígjáték.
Amerikában 1983. augusztus 5-én mutatták be a mozikban, Magyarországon 1995. január 17-én az HBO vetítették le a televízióban.

## Szereplők
| Szereplő             | Magyar hang                                              | Leírás                                                                                             |
| -------------------- | -------------------------------------------------------- | -------------------------------------------------------------------------------------------------- |
| Dodó kacsa           | Perlaki István                                           | A fekete kacsa, aki egy saját fantasztikus szigetet kívánt, és cameo rajzfilmszereplőket fogad be. |
| Speedy Gonzales      | Kassai Károly                                            | A világ leggyorsabb egere, Dodó kacsa beosztottja a fantasztikus szigeten.                         |
| Rissz-Rossz Sam      | Ujlaki Dénes                                             | A vörös bajuszos kalózkapitány, aki az utolsó kívánsággal bosszút álljon Tapsi Hapsin.             |
| Taz                  | Fekete Zoltán                                            | A falánk erszényes ördög, Rissz-Rossz Sam háziállata.                                              |
| Tapsi Hapsi          | Bor Zoltán                                               | A szürke nyúl, aki bolondot csinál Rissz-Rossz Sam-ből.                                            |
| Cucu malac           | Csankó Zoltán                                            | A széles vállú malac, akinek az a kívánsága, hogy műsorvezető akar lenni.                          |
| Csőrike              | Radó Denise                                              | A sárga kanári fiú.                                                                                |
| Szilvester           | Hankó Attila                                             | A fekete macska.                                                                                   |
| Bóbita kakas         | Hankó Attila                                             | A fehér kakas, Tyúk Ica újdonsült férje.                                                           |
| Pepe lö Pici         | Jakab Csaba                                              | A hölgy szerelmes borz, aki egy hozzávaló borzleányt kíván.                                        |
| Nagyi                | Kassai Ilona                                             | Az idős hölgy, akinek az a kívánsága, hogy állatorvos akar lenni.                                  |
| Tyúk Ica             | Fazekas Zsuzsa                                           | Az özvegy tyúk, akinek az a kívánsága, hogy Bóbita kakas legyen a vőlegénye.                       |
| Szilveszter felesége | Fazekas Zsuzsa                                           | A sárga macska anyuka, aki gyereket kíván.                                                         |
| A kút                | Laklóth Aladár (1. hang) Zalán János (2. hang)           | A sziget varázslatos kútja.                                                                        |
| Főszerkesztő         | Horkai János                                             | Az újságírók igazgatója, aki Vérengző Vidor sületlenségeit néz a tévében.                          |
| Blöki                | Selmeczi Roland                                          | Egy öleb, akinek csalódást okoz Cézár, önmaga intézte el Szilvesztert.                             |
| Cézár                | Galambos Péter                                           | Egy erős bulldog, kissé gyáva, mert félt Szilvesztertől.                                           |
| Hegymászók           | Galambos Péter                                           | A két hegymászó, aki a hegymászás közben nézi az égen a Szuperkacsát.                              |
| Hegymászók           | Lux Ádám                                                 | A két hegymászó, aki a hegymászás közben nézi az égen a Szuperkacsát.                              |
| Barnyard kutya       | A fehér foltos kutya a farmon, Bóbita kakas vetélytársa. | |
| Henery héja          | Boros Zoltán                                             | A hölgy szerelmes kakas.                                                                           |
| Részeges gólya       | Szokol Péter                                             | A kisbabát szállító gólya, aki tévedésből egeret szállítja a macskapárnak.                         |
| Könyvelő             | Schnell Ádám                                             | A bérelszámoló                                                                                     |

További magyar hangok: Fazekas Zsuzsa, Horkai János, Lux Ádám, Schnell Ádám, Selmeczi Roland, Szokol Péter

## Összeállítások
A Bolondos dallamok 10 teljes rövidfilmjéből állították össze a filmhez, amiket a szereplők kívánnak.
- Captain Hareblower (Rissz-Rossz Sam kontra Tapsi Hapsi)
- Stupor Duck (Dodó kacsa kívánsága)
- Greedy For Tweety (Nagyi kívánsága)
- Banty Raids (Bóbita kakas kívánsága)
- Louvre Come Back to Me! (Pepe lö Pici kívánsága)
- Tree for Two (Cézár és Blöki kívánsága)
- Curtain Razor (Cucu malac kívánsága)
- A Mouse Divided (Szilveszter feleségének a kívánsága)
- Of Rice and Hen és Lovelorn Leghorn (Tyúk Ica kívánsága)
- From Hare to Heir (Rissz-Rossz Sam kívánsága)

## Televíziós megjelenések
HBO, Cartoon Network, Boomerang 